# Енгельберт Беседняк
Енгельберт Беседняк (14 березня 1894, Гориція — 21 грудня 1968, Трієст) — словенський політик, християнський демократ, адвокат, журналіст. У 1920-х був одним з провідних лідерів словенської та хорватської меншин у підпорядкованій Італії Венеції-Джулії. У 1930-х разом з Йосипом Вільфаном, Іваном Марією Чоком та Лаво Чермелем був лідером словенських антифашистів-емігрантів зі Словенського Примор'я. Визнаний одним з найкращих словенських ораторів XX століття.

## Біографія

### Австро-Угорщина
Народився у словеномовній родині представників середнього класу в Гориції. Після закінчення німецькомовної державної гімназії в Гориції вступив до Віденського університету, де вивчав юриспруденцію. У 1920 закінчив навчання в університеті.
Перед початком Першої світової війни приєднався до молодого крила християнських соціалістів під проводом священника з Крайни Янеза Євангеліста Крека. Разом зі священником Віргілем Щеком став одним з провідників словенської християнсько-соціалістичної молоді в Австрійському Примор'ї. Протягом 1913—14 років був головою Християнсько-соціалістичної асоціації в Гориці і Градишці; протягом 1917—19 був особистим секретарем голови Словенської народної партії Антона Корошеця.

### Королівство Італія
Після Першої світової війни повернувся до Гориції та згодом став однією з головних постатей словенського та хорватського політичного католицизму у Венеції-Джулії — адміністративному регіоні, сформованому з колишніх австро-угорських адріатичних провінцій і анексованому Італією. У 1919 році став головним редактором словенської щоденної газети Edinost (Єдність) (Трієст); у 1921 році був обраний до асамблеї провінції Гориція. Протягом 1922—24 очолював видання Goriška straža (Гориційська оборона). У середині 1920-х входив до виконавчої ради Ліги словенських аграріїв в Італії та Національної ради хорватів і словенців у Венеції-Джулії. Також був редактором журналу Socialna misel (Суспільна думка).
У 1924 обраний до італійського парламенту за об'єднаним списком від словенських, хорватських та південнотирольських партій. Беседняк разом з націонал-лібералом Йосипом Вільфаном, обраним за цим самим списком, став найбільш репрезентативним серед півмільйона південних слов'ян, що проживали в Італії. Він швидко здобував популярність завдяки рішучому захисту національних меншин від італізації. Не дивлячись на послідовну критику режиму, він наполягав на політичній лояльності до Італійської держави. Беседняк не приєднався до Авентинського блоку, однак продовжив регулярно працювати в парламенті до 1926.
Парламентські промови Беседняка, в яких він захищав права національних меншин та людські права в цілому від зловживань фашистського режиму, стали популярними серед словенців та хорватів. Його промови привертали також увагу італійської політичної арени і включали в себе парламентські дебати з найвищими офіційними особами режиму, такими як міністр освіти Джованні Джентіле та Беніто Муссоліні. Повні версії промов друкувалися в журналі Беседняка Goriška straža, таким чином стаючи широко відомими серед словенського суспільства. Декілька його заяв увійшли до щоденних промов або набули статусу легендарних. Найбільш знамениті промови Беседняка були спрямовані проти шкільної реформи, яка утверджувала італійську як єдину мову освіти в Італії. У своїй останній промові, що мала місце в Палаті депутатів, Беседняк заявив, що після ліквідації шкіл зі словенською та хорватською мовами навчання кожна південнослов'янська родина в Італії сама мусить перетворитися на школу. У своїй заключній ремарці він заявив, що «державні закони мінливі, проте народи живуть вічно», утверджуючи природні права народів перед встановленими юридичними формулюваннями.

### У вигнанні
У 1929 році Беседняк емігрував до Аргентини, однак уже в наступному році повернувся до Європи, щоб працювати у Конгресі європейських національних меншин (Відень) віцепрезидентом. Пізніше перебрався до Королівства Югославія, оселившись у Белграді. Протягом міжвоєнного періоду продовжував бути членом Словенської народної партії, підтримуючи її центристське крило під керівництвом християнського демократа Андрея Госара. Після 1935, коли керівництво партії вирішило підтримати консервативний уряд Югославії під головуванням Мілана Стоядиновича, Беседняк усе більше критикував її політику. Хоч він і залишався членом партії, проте він був розчарований просуванням її у бік авторитаризму та корпоратизму.
Під час Другої світової війни Беседняк перебував у Белграді. При цьому він не приєднався до жодного з політичних формувань, які боролися з нацистською окупацією Югославії. Початково він відхилив партизанський рух та четників під управлінням Драголюба Михайловича, так само як і значну кількість колабораціоністських міліцейських формувань (як Словенське домобранство). Після 1943 року співпрацював з так званим «Католицьким центром» під головуванням Якоба Шолара й Андрея Госара (у Провінції Любляна) та Віргіля Щека (у Венеції-Джулії), намагаючись зберегти баланс між прокомуністичним Визвольним фронтом словенського народу й антикомуністичними силами. Після 1944 року, однак, усе більше почав підтримувати партизанський рух Йосипа Броз Тіто, вірячи, що комуністи єдині здатні досягти приєднання Словенського Примор'я та Істрії до Югославії, а також вберегти державу від розпаду.

### Повернення до Венеції-Джулії
Згідно з Паризьким договором 1947 Істрія та більша частина Словенського Примор'я були анексовані соціалістичною Югославією. Горіція та Венеційська Словенія залишились у складі Італії, тоді як Трієст та сусідні з ним села увійшли до контрольованої союзниками Вільної території Трієст. У 1950 році Беседняк оселився у Трієсті. Потім він став співзасновником Словенського християнського соціального союзу, який згодом об'єднався з демократами й антикомуністичними партіями в Італії у Словенський союз. Після анексії Італією Провінції Трієст у 1954 році Беседняк зник з публічного життя. Наприкінці 1950-х він видав мемуари, присвячені його другові та соратникові Віргілю Щеку. Вони й досі залишаються одним з найбільш повних та всеохоплюючих ресурсів, що стосуються словенського та хорватського політичних рухів у Венеції-Джулії під управлінням Італії.
Помер у Трієсті 21 грудня 1968.